# 마약류 관련 수형자에 대한 소변채취 사건
마약류 관련 수형자에 대한 소변채취 사건(2006.7.27. 2005헌마277 [기각])은 대한민국 헌법재판소 판례이다.

## 사실관계
청구인은 마약류관리법위반(향정) 혐의로 징역형이 확정된 후 그 형기를 마치고 대구교도소에서 출소하였다. 청구인은 대구교도소에서 마약류반응검사를 받았는데 음성으로 판정되었다. 청구인은 국선대리인 선임신청을 하고, 선임된 국선대리인을 통하여 헌법소원심판을 청구하면서, 피청구인들(법무부장관과 대구교도소장)이 마약류반응검사를 위하여 소변을 제출하게 한 행위는 헌법에 의하여 보장되는 인간의 존엄성과 행복추구권, 신체의 자유를 침해하고, 영장주의에 반하는 것이라며 그 위헌확인을 구한다고 주장한다.

## 주문
기각

## 이유

### 헌법소원심판청구의 적법 여부
마약류반응검사를 실시하게 한 주체는 대구교도소장이고, 법무부장관은 그 주체가 아니다. 피청구인 대구교도소장에 대하여 권력적 사실행위로서 헌법 제68조 제1항의 심판대상이 되는 공권력의 행사에 해당한다.
침해행위는 종료되었으나 헌법적으로 그 해명이 중대한 의미를 가진다고 할 것이므로 심판청구의 이익을 인정할 수 있다.

### 일반적 행동자유권 및 신체의 자유의 침해여부
일반적인 행동의 자유권과 신체의 자유의 침해여부가 문제된다. 정기적으로 소변채취를 통하여 마약반응검사를 실시하는 것은 교정시설 내의 안전과 질서유지 및 교정목적에 기여하는 측면이 높다. 따라서 과잉금지의 원칙에 위반되지 않는다.

### 영장주의의 위배 여부
당사자의 협력이 불가피하므로 이를 두고 강제처분이라고 할 수도 없을 것이다.

## 참고 문헌
- 정회철, 최근 5년간 헌법중요판례 200, 도서출판 여산, 2012.
- 2006.7.27. 2005헌마277 [기각]
- p 521-522, 차강진, 헌법강의 제8판, 청출어람, 2008.

## 같이 보기
- 행동자유권